# 蓍醇A
蓍醇A是一种单环三萜类化合物，分子式C
30H
50O，存在于油茶（Camellia oleifera）、普通小麦（Triticum aestivum）等植物中。